# Борис Гарфункель
Бори́с Гарфу́нкель (ісп. Boris Garfunkel; рос. Борис Гарфункель) (12 жовтня 1866, Муровані Курилівці, Ушицький повіт, Подільська губернія, Російська імперія (нині Вінницька область України) — 19 листопада 1959, Буенос-Айрес) — аргентинський бізнесмен українського походження.

## Біографія
Він народився в Мурованих Куриловцях у 1866 році. У 1891 р. емігрував до Аргентини, де став великим бізнесменом та меценатом.

### Колонія-Маурісіо
У віці 25 років, рятуючись від переслідування євреїв у Російській імперії, 10 вересня 1891 року разом з молодою дружиною та їхніми (на той час) трьома дітьми він прибув до Аргентини на борту пароплава «Петрополіс», оселившись у Колонії-Маурісіо, першому єврейському сільськогосподарському поселенні в Аргентині, заснованому Єврейським колонізаційним товариством (JCA). Розташоване за 312 км на південний захід від Буенос-Айреса.
Той факт, що Гарфункель зміг заплатити за власний проїзд (замість того, щоб його субсидував JCA), як і його земляк Маркос Альперсон, змусив керівників колонії дивитися на них із підозрою, побоюючись, що вони відмовляться від сільськогосподарських завдань присвятивши себе комерції.

### BGH
У 1908 році Борис переїхав із сім'єю до Буенос-Айреса, де в 1913 році заснував меблевий магазин «Boris Garfunkel e Hijos» (BGH). Пізніше ця компанія сильно розшириться, ставши однією з найважливіших корпорацій Аргентини.

### Я розповідаю своє життя
Останні роки він присвятив написанню книги зі своїх спогадів, яку його діти відредагували через рік після його смерті (1960 р.) у співпраці письменника Сесара Тьємпо із заголовком Narro Mi Vida (Я розповідаю своє життя).